# Richard III. (Normandie)
Richard III. (* um 1001; † 6. August 1027) war der dritte Herzog der Normandie.
Er war der Sohn von Herzog Richard II., dem er 1026 nachfolgte. Er starb bereits kurz nach der Thronbesteigung unter mysteriösen Umständen und konnte keinen Einfluss auf die Geschicke der Normandie nehmen. Sein Nachfolger wurde sein jüngerer Bruder Robert I. der Prächtige. Er war verlobt mit Adela (Adelheid) von Frankreich, Tochter König Robert II. von Frankreich. Nach Richards Tod heiratete sie den Grafen Balduin V. von Flandern.
Richard III. hatte außereheliche Kinder von zwei unbekannten Frauen:
- Alice von der Normandie
- Agnes von Evreux